# Aaike Foubert
Aaike Foubert is een Belgisch aerobics-atlete.

## Levensloop
In 2015 werd ze samen met Marlies Torfs en Lissa Van Brande wereldkampioene 'team' te Martinique, eerder werden ze als team tweemaal achtereenvolgens Belgisch en Europees kampioen en in 2014 vicewereldkampioen in deze discipline.